# Romarm
Romarm è una azienda produttrice di armamenti della Romania, detenuta dalla Stato.
È il principale fornitore romeno di apparati tecnologici.
La produzione dell'azienda include sistemi d'arma, munizioni, armamenti, esplosivi, elementi di protezione (elmetti, manganelli, vesti antiproiettile, spray lacrimogeni) che veicoli blindati.
Romarm detiene 15 fabbriche e un centro di ricerca-sviluppo.
Romarm possiede la Uzina Automecanică Moreni, che fu fondata nel 1968, per la costruzione di veicoli blindati gommati.
Oltre a ciò, possiede le filiali Uzina Mecanică București, Arsenal Reșița, ICPSP, Metrom Brașov, Electromecanica Ploiești, Carfil Brașov e Uzina Mecanică Cugir.
Dalla Romarm sono state cedute, Uzina Mecanică Drăgășani, Uzina Mecanică Mârșa, Uzina Mecanică Filiași, Uzina Mecanică Băbeni
e Uzina Mecanică Orăștie.
Numero dipendenti:
- 2012: 7.300[10]
- 2009: 4.600[1]
- 2006: 2.700[11]
- 2003: 20.500[12]
- 2003: 25.000[12]
- 2000: 43.000[12]